# Bonaventure (Bas-Canada)
Pour les articles homonymes, voir Bonaventure.
Bonaventure est un district électoral de la Chambre d'assemblée du Bas-Canada ayant existé de 1830 à 1838.

## Histoire
Le district est créé lors de la refonte de la carte électorale de 1829 par détachement du district de Gaspé. Il s'agit d'un district représenté conjointement par deux députés, parfois d’allégeance différente. Il est suspendu de 1838 à 1841 en raison de la Rébellion des Patriotes.

## Liste des députés

### Siègeno1
| Années | Années      | Député             | Parti       |
| ------ | ----------- | ------------------ | ----------- |
|        | 1830 - 1834 | Édouard Thibaudeau | Patriote    |
|        | 1834 - 1836 | Édouard Thibaudeau | Patriote    |
|        | 1836 - 1838 | James McCracken    | Bureaucrate |

### Siègeno2
| Années | Années      | Député                  | Parti       |
| ------ | ----------- | ----------------------- | ----------- |
|        | 1830 - 1832 | John Gosset             | Indépendant |
|        | 1832 - 1834 | John Robinson Hamilton  | Indépendant |
|        | 1834 - 1838 | Joseph-François Deblois | Patriote    |